# Geerd Heinsen
Geerd Heinsen (* 1945) ist ein deutscher Amerikanist, Musiktheaterwissenschaftler und Musikkritiker.

## Leben
Heinsen studierte Amerikanistik, Germanistik und Musik- und Theaterwissenschaft in Berlin, Wien, London und New York und wurde 1981 an der FU Berlin promoviert.
Er war in verschiedensten Bereichen, so als Dressman und Begleiter, Kunstmanager, Übersetzer, im Tonträgervertrieb und als Kulturjournalist tätig.
Ab 1983 wirkte er jahrzehntelang als Chefredakteur der Musiktheater-Fachzeitschrift orpheus. Anschließend gründete er das Online-Portal Operalounge. Auf seiner Website gilt sein besonderes Interesse der Rubrik „Die vergessene Oper“.